# Jorge Dávalos
Jorge Dávalos Mercado (Tonalá, 28 aprile 1957) è un allenatore di calcio ed ex calciatore messicano, di ruolo difensore.

## Carriera

### Club
Ha trascorso l'intera carriera nel campionato messicano, vestendo sempre la divisa dell'Universidad de Guadalajara.

### Nazionale
Ha esordito in nazionale nel 1990, venendo poi convocato alla Gold Cup dell'anno successivo, edizione nella quale è arrivato al terzo posto.

## Palmarès

### Giocatore

#### Competizioni internazionali
- CONCACAF Champions' Cup: 1

U. de Guadalajara: 1978

#### Competizioni nazionali
- Coppa del Messico: 1

U. de Guadalajara: 1991-1992